# 人際性意願
人際性意願（英語：Sociosexuality），時稱人際性交傾向或性社交傾向（英語：Sociosexual orientation），又称性行为开放性，是指与他人任意发展未作承诺的性关系之意願的個體差異。这种性关系不含情感親密、感情及承诺。人際性交傾向較爲受限的人不太愿意随意与他人发生性行为，除非是與有充分的爱、承诺和情感亲密的情人。人際性交傾向較不受限的人则更愿意随意与他人发生性行为，也更愿意在没有爱、承诺或亲密关系的情况下与他人发生性行为。